# Brookfield Place (Calgary)
Brookfield Place ist ein in Bau befindlicher Bürogebäudekomplex, welches aus zwei Wolkenkratzern bestehen soll. Die zwei Gebäude werden in der Innenstadt von Calgary zwischen der 1st & 2nd Street und 6th & 7th Avenues SW errichtet.
Mit dem Bau des höheren Gebäudes Brookfield Place Tower 1 (East) wurde im Oktober 2013 begonnen. Das Gebäude wird über 56 Etagen verfügen und nach Fertigstellung eine Höhe von 247 Metern erreichen.
Das Gebäude wird Brookfield Office Properties, einem kanadischen Investor-, Bauträger- und Immobilienmanagement-Unternehmen mit Hauptsitz in Toronto, Ontario, Kanada gebaut. Neben Büros wird das Gebäude über eine Mall mit mehreren Einkaufgeschäften und Restaurants und anderen Einrichtungen verfügen. Das Gebäude wird über eine Tiefgarage mit 1.100 Parkplätzen verfügen. Das Gebäude wird an das bestehende Plus 15-Skywalk-System vom Calgary angeschlossen. Als Hauptmieter, der den größten Teil der Mietfläche nutzen wird, wurde die kanadische Mineralölgesellschaft Cenovus Energy bekannt gegeben.